# 黑背丛雀
黑背丛雀（学名：Urothraupis stolzmanni），是雀形目唐纳雀科的一种鸟类，属于单型的黑背丛雀属（学名：Urothraupis）。
黑背丛雀体重约23.1克，翼长约73.5毫米，喙宽度约3.5毫米，喙厚度约4.2毫米，嘴峰长约12.6毫米，跗蹠长约20.8毫米，尾长约73.8毫米。
黑背丛雀是留鸟，栖息在森林，它们是杂食性动物。它们分布在哥伦比亚东南部和厄瓜多尔东部的安第斯山脉山区。